# Mestre de Cases de Barcelona
El Mestre de Cases de Barcelona fou un càrrec oficial de Barcelona encarregat les obres arquitectòniques oficials de la ciutat, de vetllar pel compliment de les normatives i ordenances urbanístiques i del manteniment dels edificis municipals.
El Consell de Cent creà el càrrec de mestre de cases a fi d'atorgar-li la responsabilitat de la construcció dels edificis oficials de la ciutat, a més s'havia d'ocupar de vetllar pel compliment de les ordenances urbanístiques del municipi i del manteniment dels edificis municipals. El càrrec tenia caràcter vitalici, a més la successió s'acostumava a donar dintre de l'àmbit familiar. Quan arribava a una edat avançada, el mestre normalment demanava permís al Consell de posar-li una persona adjunta, que no cobraria sou extra i que l'acabaria succeint. Aquest adjunt era proposat pel mestre solia ser un fill, gendre o nebot i era habitual que el Consell acceptés la proposta del vell mestre.
Entre les seves atribucions hi havia les obres d'importància menor, petites reparacions anomenades per administració, per les quals cobrava únicament els jornals i el cost del materials. També s'encarregava d'emetre dictàmens, informes, fer visures, així com de la confecció de tabes, plecs de condicions, ocasionalment acompanyats de plànols i dibuixos, que regien la realització d'obres d'importància, les quals havien d'entrar en concurs públic, a les quals hi podien acudir tots els mestres de cases, però també l'oficial de la ciutat. En canvi, si eren obres menors o que difícilment podien contractar-se, les portava a terme directament ell mateix.

## Llista de mestres
La llista de mestres de cases de la ciutat és el següent:
- Jaume Espigó (?—1606)
- Pere Donadeu (1606—1653)
- Pere Pau Ferrer (1653—1681)
- Joan Térmens (1681—1694)
- Benet Juli (1694—1708)
- Josep Juli i Fabregat (1708—1748)
- Josep Juli i Vinyals (1748—1761)
- Oleguer Juli i Bordes (1761—1766)
- Josep Mas i Dordal (1766—1770)
- Pau Mas i Dordal (1770—1808)
- Josep Mas i Vila (1808—?)